# Artilleri
Artilleri (latin: aptus for "tildanne" over fransk: atelier for "værksted") er svært skyts og betegner samtidig våbenarten knyttet hertil.

## Feltartilleri
Feltartilleriet benytter krumbanevåben, som normalt bruges til indirekte beskydning af et mål, hvor artilleriet ikke kan se målet. Målopfattelse og indskydning foregår ved en observatør, enten på jorden eller i luften. Når indskydningen har fundet sted, skydes der "virkningsskydning", det vil sige med alle artilleripjecer på een gang.
Moderne artilleri kan anvende en lang række forskellige ammunitionstyper, herunder lys- og røggranater, brisant (fragmentations)-ammunition og styrede granater (eksempelvis laserstyrede som LGB-våben). Moderne artilleri kan også anvende raketkastere i stedet for granater, et eksempel er MLRS.

## Luftværnsartilleri
Enhed opstillet til at sikre enheder samt objekter mod angreb fra luften. Luftværnsartilleri kan bestå af én eller flere af disse våbentyper: Kort-, mellem- og langdistancemissiler samt diverse maskinkanontyper. Luftværnsartilleriet er støttet af en eller anden form for kontrol og varslingsenhed, der kan varsle om luftfartøjer samt ved hjælp af IFF afgøre, om de indkomnende fly, droner eller missiler er egne eller fjendtlige. 

## Målopklaring
Målopklaringsenheder dækker over et bredt spektrum af enhedstyper, lige fra en enkelt soldat med en radio (artilleriobservatør eller observationsofficer) til en større enhed, der har mulighed for at hente information fra droner og radar. Fælles for disse er, at de indsamler information om mulige mål til de skydende enheder. 
I Danmark ligger alle artillerikapaciteter ved 1. Danske Artilleriafdeling ved Hærens Kamp- og ildstøttecenter (HKIC) i Oksbøllejren.

## Artilleritransport
Feltartilleri blev tidligere trukket af heste. Hestene trak en tohjulet forstilling, som kanonen blev gjort fast til under transport. I forstillingen var der ammunition og redskaber til at reparere og grave volde rundt om kanonen. Til hver kanon kunne der være en ekstra forstilling med en tohjulet granatkarre trukket efter. Dette øgede ammunitionsmængden betragteligt. Artilleristerne kunne deles om at sidde på forstillingen under march.
I 1916 angreb den britiske hær med kampvogne for første gang, men det blev hurtigt klart, at nyvundet terræn skulle sikres med artilleri. Den mudrede vestfront besværliggjorde heste- og traktortrukket artilleris mobilitet, så i 1917 ombyggede briterne 48 kampvognschassiser (Gun Carrier Mark I) til at bære 60 punds kanoner eller 6 tommer haubitser. Kanonen kunne let afkobles fra vognen, hvis det var nødvendigt. Gun Carrier Mark I beskyttede ikke artilleristerne under skydning og blev ikke brugt i kamp – grundet manglende frontgennembrud. 
Til at følge med lynkrigens kampvogne i 2. verdenskrig blev der produceret selvkørende artilleri, der beskyttede artilleristerne mod håndvåben og granatsplinter.